# 亨訥河
51°20′54″N 8°17′1″E / 51.34833°N 8.28361°E

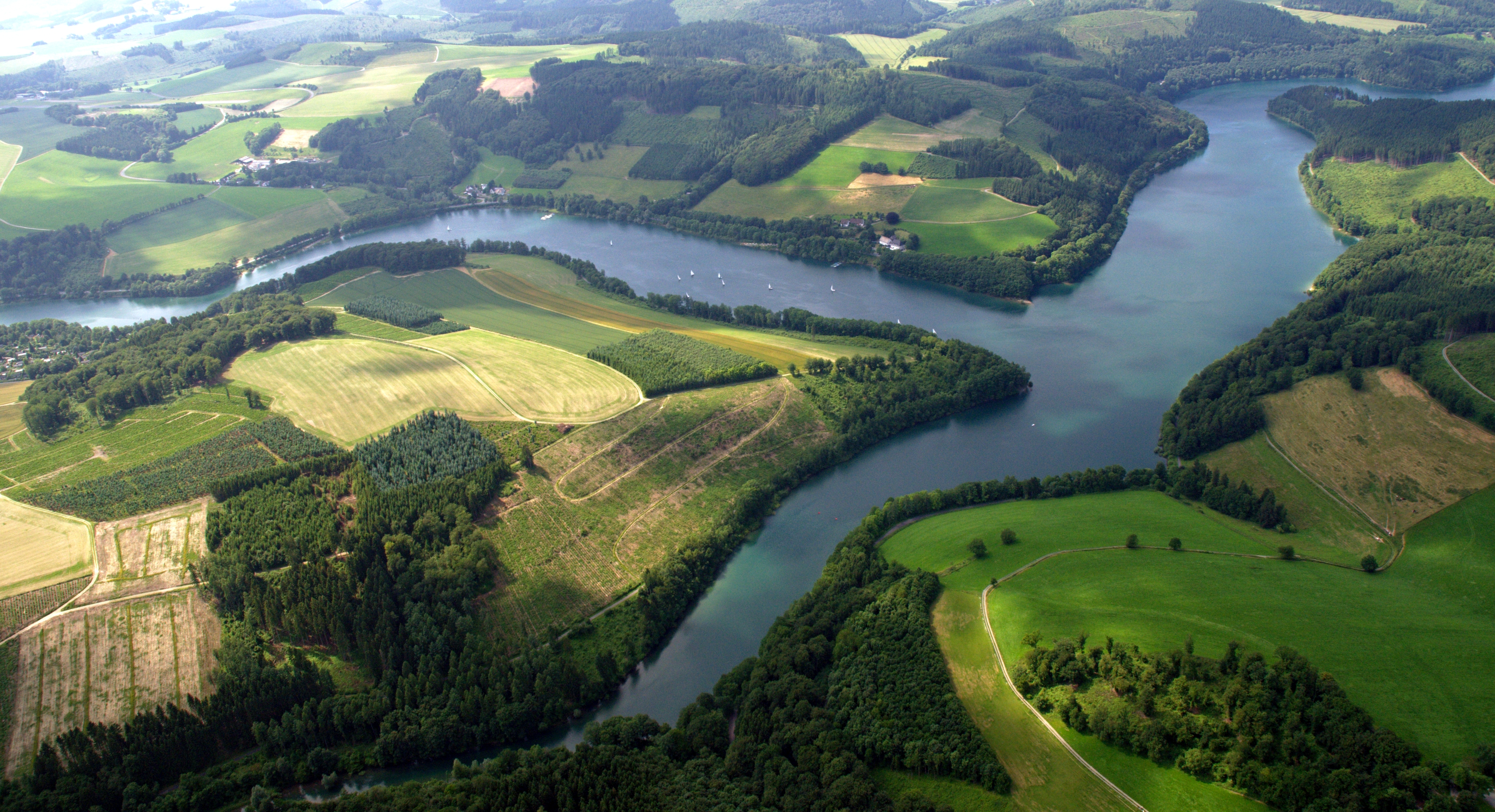

亨訥河（德語：Henne），是德國的河流，位於該國西部，處於北萊茵-威斯特法倫州，屬於魯爾河的左支流，河道全長23公里，流域面積97平方公里，河口處在梅舍德。